# Trentepohlia tripunctata
Trentepohlia tripunctata är en tvåvingeart som beskrevs av Edwards 1934. Trentepohlia tripunctata ingår i släktet Trentepohlia och familjen småharkrankar.
Artens utbredningsområde är São Tomé. Inga underarter finns listade i Catalogue of Life.